# Scarab Research
A Scarab Research kutatás-fejlesztésre alakult, termékajánló rendszerek és a gépi tanulás kutatásával, fejlesztésével és alkalmazásával foglalkozó startup vállalkozás. Kifejezetten személyre szabott ajánlásokat kínál az e-kereskedelem melfoglalkozó vállalkozások számára, hogy ajánlásai segítségével partnerei vonzó termékkínálatot tudjanak kialakítani.

## Történet
A Scarabot 2009-ben alapította európai tudósok és informatikusok egy csoportja. A fejlesztési tevékenységüket Budapesten végezték.
Abban az időben a személyre szabott ajánlások megjelenése új lehetőséget teremtett az ügyfelek megnyerésére azon keresztül, hogy felfedezhették azokat a termékeket, amelyek megfeleltek személyes ízlésüknek, még ha korábban soha nem is hallottak róluk.
2010-ben bejelentették, hogy a FreshDirect, New York legnagyobb online élelmiszerbolt-hálózata új, személyre szabott ajánlórendszert indít, amely a Scarab Enterprise ajánlórendszer kifejezetten testreszabott verziójára épül.
2013 decemberében az Emarsys, a felhőalapú marketingmegoldások globális szolgáltatója megvásárolta a Scarab Research-öt. Az Emarsys a Scarab prediktív ajánlási technológiáját platformjába integrálta, hogy "all-in-one", "mindent egyben” alapú, hatékony és átfogó digitális marketingmegoldást nyújtson.

## Működés
A Scarab Research több millió, személyre szabott ajánlást szolgáltat felhasználóinak, a különféle e-kereskedelmi vállalkozásoknak globálisan, napi szinten. Az adatokat a legújabb gépi tanulási technológiákkal kombinálják hozzáadott érték létrehozása érdekében. Ügyfeleik között vannak a piacvezető online kiskereskedők csakúgy, mint Európából és az Egyesült Államokból jelentkezett hirdetők. A Scarab gépi tanulási technológiája elemzi a felhasználói viselkedést, hogy egyénileg releváns termékkínálatokat generáljon a fogyasztói számára. Így lehet a lehető legjobban erősíteni a vásárlási élményt. A Scarab Research személyre szabott technológiája bizonyítottan növeli mind a bevételt, mind a profitot azáltal, hogy elősegíti termék– és márkahűség kialakulását. Az összehasonlító statisztikák azt mutatták, hogy a Scarab-módszer rövid távon 5–15% növekedést eredményezett az online eladásokban, ezen túl hosszú távon növelte az ügyfelek elégedettségét, csakúgy mint lojalitását.

## Scarab Cloud
Scarab Cloud a neve a Scarab Research felhőalapú SaaS e-kereskedelmi termékajánló szolgáltatásának. A Scarab Cloud piaci bevezetését követő gyors térhódítása a rendszer rendkívül gyors implementálhatóságának és gyakorlatilag nulla beruházási igényének volt köszönhető, egyben igazolta a szolgáltatáshoz kialakított előfizetői modell életképességét is.

## Fordítás
Ez a szócikk részben vagy egészben  a   Scarab Research című angol Wikipédia-szócikk ezen változatának fordításán alapul.  Az eredeti cikk szerkesztőit annak laptörténete sorolja fel. Ez a jelzés csupán a megfogalmazás eredetét és a szerzői jogokat jelzi, nem szolgál a cikkben szereplő információk forrásmegjelöléseként.